# Acepentalene
L'acepentalene è un composto triciclico antiaromatico. La formula molecolare è C10H6.  È formato da tre anelli a cinque termini uniti lungo tre dei cinque atomi di carbonio. L'atomo di carbonio centrale fa parte di tutti e tre gli anelli. Nell'acepentalene, ci sono formalmente cinque doppi legami, cosicché la molecola formalmente possiede quattro doppi legami disposti sulla parte esterna, ed un doppio legame tra l'atomo di carbonio centrale e uno degli atomi di carbonio facenti parte dell'anello esterno.
Il dianione acepentalene, che può essere stabilizzato da due ioni litio, è molto stabile. L'anione radicale è anche noto in letteratura.